# Beowulf

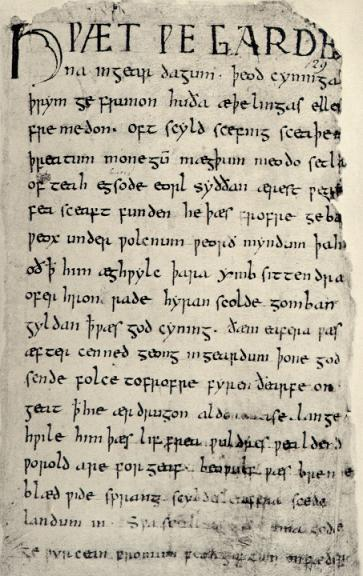
Erste Seite der Beowulf-Handschrift mit den Anfangsworten: „Hwæt! Wé Gárdena …“ (Hört! Denkwürd’ger Taten …)

Beowulf [ˈbeːoˌwʊlf],[ˈbeːovʊlf] (möglicherweise altenglisch für „Bienen-Wolf“, Kenning für „Bär“) ist ein frühmittelalterliches episches Heldengedicht in angelsächsischen Stabreimen. Mit seinen 3182 Versen stellt es das bedeutendste erhaltene Einzelwerk angelsächsischer Sprache dar; gleichzeitig macht es zehn Prozent des gesamten erhaltenen Textguts dieser Sprachform aus. Das Epos entstand vermutlich nach dem Jahr 700 und spielt in der Zeit vor 600 n. Chr. in Skandinavien. Wie bei vielen anderen mittelalterlichen Texten ist für das Epos kein zeitgenössischer Titel überliefert; seit dem 19. Jahrhundert ist der Name des Helden Beowulf als Name des Gedichts in Gebrauch.

## Überlieferung und Entstehung
Beowulf ist nur in einer einzigen, in der British Library aufbewahrten Handschrift überliefert. Diese von zwei Schreibern kopierte Sammelhandschrift, der nach seinem Vorbesitzer Laurence Nowell benannte Nowell Codex, bildet zusammen mit dem Southwick Codex den Band mit der Signatur Cotton Vitellius A. XV. Der Nowell Codex enthält daneben noch vier weitere altenglische Prosa- und Verstexte, unter anderem das nur fragmentarisch erhaltene Gedicht Judith. Der Codex befand sich früher in der Bibliothek des Handschriftensammlers Sir Robert Bruce Cotton, der Cotton Library, wo er 1731 beim Brand des Ashburnham House (Westminster) beschädigt wurde. Der isländische Gelehrte Grímur Jónsson Thorkelin ließ 1787 vom British Museum eine erste Abschrift des Manuskriptes anfertigen und erstellte wohl 1789 selbst eine zweite. Aufgrund des inzwischen weiter verschlechterten Zustands des einzigen Textzeugen sind diese Abschriften in der modernen Forschung von großer Bedeutung.
Als Entstehungsdatum des Nowell Codex wird aufgrund von paläographischen Indizien die Zeit um das Jahr 1000 angenommen, das Gedicht selbst dürfte jedoch älter sein. Der Entstehungszeitpunkt des Gedichts ist in der Forschung umstritten. Altertümliche Wörter im Text lassen eine Entstehung in der ersten Hälfte des 8. Jahrhunderts möglich erscheinen; aber auch etwas spätere Daten (bis hin zur Zeitgleichheit mit der Entstehung des Manuskripts) werden diskutiert.
Das altenglische Epos ist vornehmlich im westsächsischen Dialekt (Spätwestsächsisch) verfasst, weist aber Spuren von anderen Dialekten des Angelsächsischen auf. Es gibt Hinweise darauf, dass das Epos ursprünglich in einem Dialekt der Angeln, wahrscheinlich in Merzisch, verfasst war.
| Originalfassung                                 | Deutsche Übersetzung                                 |
| ----------------------------------------------- | ---------------------------------------------------- |
| Hwanon ferigeað gé faétte scyldas               | Woher die schimmernden Schilde führt ihr,            |
| graége syrcan ond grímhelmas                    | Die Brünnen grau, die bergenden Helme,               |
| heresceafta héap? Ic eom Hróðgáres              | Der Heerschäfte Menge? Bei Hrodgar bin ich           |
| ár ond ombiht. ne seah ic elþéodig              | In Amt und Dienst. Ausländer schaut’ ich’            |
| þus manige men módiglícran,                     | Kaum so viele von kühnerem Aussehen:                 |
| wén' ic þæt gé for wlenco nalles for wraécsíðum | Nicht Ächtung, mein’ ich, nur edler Mut              |
| ac for higeþrymmum Hróðgár sóhton.              | Und Heldensinn führt’ euch in Hrodgars Saal.'        |
| Him þá ellenróf andswarode                      | Erwidernd sprach der Wettermärker                    |
| wlanc Wedera léod word æfter spræc              | Kühner Häuptling, der kraftberühmte,                 |
| heard under helme: Wé synt Higeláces            | Unterm Helm hervor: An Hygelacs Tafel                |
| béodgenéatas, Béowulf is mín nama.              | Brechen wir Brot, Beowulf heiß’ ich.                 |
| wille ic ásecgan sunu Healfdenes                | Sagen will ich dem Sohn des Healfdene,               |
| maérum þéodne min aérende                       | Dem rühmlichen König, der Reise Absicht,             |
| aldre þínum gif hé ús geunnan wile              | Falls dein würdiger Fürst es gewähren will,          |
| þæt wé hine swá gódne grétan móton.             | Dass dem Edlen wir vor das Antlitz treten.'          |
| Wulfgár maþelode --þæt wæs Wendla léod;         | Wulfgar sagte, der Wendlen Fürst--                   |
| wæs his módsefa manegum gecýðed                 | Sein mutiger Sinn war manchem bekannt,               |
| wíg ond wísdóm--: Ic þæs wine Deniga            | Seine Kühnheit und Klugheit --: Den König der Dänen, |
| fréan Scildinga frínan wille                    | Den Fürsten der Scyldinge, fragen will ich,          |
| béaga bryttan, swá þú béna eart,                | Den Brecher der Ringe, die Bitte erfüllend,          |
| þéoden maérne ymb þínne síð                     | Dem edlen Herrscher dein Anliegen melden,            |
| ond þé þá andsware aédre gecýðan                | Und eiligst dann dir die Antwort künden,             |
| ðe mé se góda ágifan þenceð.                    | Die der Gütige mir zu geben geruht.                  |

## Das Epos

### Historischer Hintergrund
Das nach heutigen Maßstäben fiktionale Gedicht ist in das historische Umfeld Dänemarks und Schwedens des 5. und 6. Jahrhunderts eingebettet, spielt also nicht in England. Als heroische Dichtung reflektiert das Epos „Vorzeitkunde“ und bezieht sich auf historische Personen (Hygelac, Offa) und Ereignisse (Schlacht von Finnsburg). Nach England gelangte der Sagenstoff vermutlich zusammen mit den Angeln, den Auswanderern vom Kontinent, die ab dem 5. Jahrhundert England besiedelten. Die Erzählung folgt dem Schicksal des jungen Helden Beowulf vom Volk der Geatas, deren König anfangs noch Hygelac ist. Die Geatas sind gemäß Forschung wahrscheinlich mit den Gauten zu identifizieren; alternativ könnten Goten oder auch Jüten gemeint sein. Als dichterisch intendierter Aktionsraum wurde unter anderem der Ort Gammel Lejre auf der dänischen Insel Seeland erwogen.

### Inhalt
Der Protagonist Beowulf, ein Held der Gauten, fährt mit 14 Gefährten nach Dänemark zu König Hrothgar, um ihm beizustehen. Die große Halle des dänischen Königs, Heorot, wird von Grendel, einem menschenverschlingenden Ungeheuer, heimgesucht. In zwei Kämpfen tötet Beowulf zunächst Grendel mit bloßen Händen und danach dessen auf Rache sinnende Mutter mit dem Schwert eines Riesen, das er in ihrer Wohnstatt findet. Hrothgar zeichnet Beowulf durch reiche Gastgeschenke aus. Der zweite Teil des Gedichts spielt viele Jahre später. Der zum König der Gauten (Geatas) und Erbe des dänischen Reiches aufgestiegene Beowulf sieht sich einem feuerspeienden Drachen gegenüber, der sein Land verwüstet, da ihm sein Goldschatz (Hort) aus einem Grabhügel gestohlen wurde. Der Held attackiert den Drachen mit Hilfe einer Schar Mitstreiter und Bediensteter erfolglos. Beowulf entscheidet sich, dem Drachen in dessen Versteck in Earnanæs zu folgen, aber nur sein junger schwedischer Verwandter Wiglaf wagt es, ihn dorthin zu begleiten. Beowulf erschlägt schließlich den Drachen, wird im Kampf aber tödlich verwundet. Er wird in einem Grabhügel in der Nähe des Meeres beigesetzt.

#### Erster Kampf: Grendel
Beowulf beginnt mit der Geschichte König Hroðgars, der die große Halle Heorot für sein Volk errichten ließ. In ihr verbringen er, seine Ehefrau Wealhþeow und seine Krieger ihre Zeit mit Singen und Feiern, bis Grendel, ein trollartiges Monster, das vom Lärm aus der Halle geplagt wird, die Menschen dort angreift und viele Krieger Hroðgars im Schlaf tötet und verschlingt. Aber Grendel greift niemals Hroðgars Thron selbst an, da dieser von der Kraft Gottes geschützt wird. Hroðgar und seine Leute, hilflos gegen die Angriffe Grendels, verlassen Heorot. Beowulf, ein junger Krieger aus Gautland, hört von Hroðgars Kummer, und mit der Erlaubnis seines Königs bricht er aus seinem Heimatland auf, um Hroðgar zu helfen.
Beowulf und seine Männer verbringen die Nacht in Heorot. Beowulf trägt keine Waffe, da dies ein ungleicher Vorteil wäre gegenüber der unbewaffneten Bestie. Nachdem alle eingeschlafen sind, betritt Grendel die Halle und verschlingt einen von Beowulfs Leuten. Beowulf, der sich schlafend gestellt hat, ergreift Grendels Hand. Die beiden kämpfen, dass es scheint, als stürze die Halle ein. Beowulfs Gefolgsleute greifen zu ihren Schwertern, um ihrem Herrn zu Hilfe zu eilen, aber ihre Klingen können Grendels Haut nicht durchdringen. Schließlich reißt Beowulf Grendels Arm aus der Schulter, und Grendel kehrt schwerverletzt in sein Heim in den Sümpfen zurück, um dort zu sterben.

#### Zweiter Kampf: Grendels Mutter
In der nächsten Nacht, nachdem alle Grendels Niederlage gebührend gefeiert haben, schlafen Hrothgar und seine Leute in Heorot. Grendels Mutter, wütend wegen des Todes ihres Sohnes, erscheint und greift die Halle an. Sie tötet Hroðgars vertrauenswürdigsten Kämpfer, Æschere, aus Rache für die Niederlage Grendels. Hroðgar, Beowulf und seine Krieger greifen Grendels Mutter an und verfolgen sie zu ihrer Wohnstatt unter einem See. Beowulf bereitet sich auf den Kampf vor; er erhält das Schwert Hrunting von Unferth, einem Krieger, der an ihm zweifelte und dies wieder gutmachen will. Nachdem er Hroðgar im Falle seines Todes einige Bedingungen bezüglich seiner Leute mit auf den Weg gegeben hat, taucht Beowulf in den See ab. Er wird schnell von Grendels Mutter entdeckt und angegriffen. Sie ist jedoch wegen Beowulfs Rüstung nicht in der Lage, diesem zu schaden, und zieht ihn auf den Grund des Sees. In einer Höhle, in der Grendels Leichnam und die Überreste der Männer liegen, die die beiden getötet haben, liefern sich Grendels Mutter und Beowulf eine wilde Schlacht.
Zunächst scheint Grendels Mutter die Oberhand zu gewinnen. Beowulf wirft das Schwert, das seinem Feind nichts anhaben kann, zornig weg. Wieder wird Beowulf durch seine Rüstung von den Angriffen seines Gegenübers gerettet. Beowulf ergreift ein magisches Schwert aus dem Schatz von Grendels Mutter und köpft sie. Als er tiefer in ihre Wohnstatt dringt, findet Beowulf den sterbenden Grendel und trennt auch dessen Kopf ab. Die Klinge des magischen Schwertes schmilzt wie Eis, als sie mit Grendels giftigem Blut in Berührung kommt, bis nur die Scheide übrigbleibt. Diese Schwertscheide ist der einzige Schatz, den Beowulf aus der Höhle mit an die Oberfläche trägt. Er zeigt Hroðgar die Scheide auf dem Rückweg nach Heorot. Hroðgar gibt Beowulf viele Geschenke, darunter das Schwert Nægling aus dem Erbe seiner Familie. Die Schwertscheide löst jedoch eine tiefgründige Reflexion beim König aus, manchmal als „Hrothgars Predigt“ bezeichnet, in der er Beowulf auffordert, sich vor Stolz zu hüten und seine Gefolgsmänner zu belohnen.

#### Dritter Kampf: Der Drache
Beowulf wird König über sein Volk. Eines Tages, fünfzig Jahre nach Beowulfs Kampf mit Grendels Mutter, stiehlt ein Sklave einen goldenen Kelch von einem namenlosen Drachen aus der Wohnstatt in Earnanæs. Als der Drache bemerkt, dass der Kelch gestohlen wurde, verlässt er wutentbrannt seine Höhle und verbrennt alles, was er sieht. Beowulf und seine Krieger brechen auf, um den Drachen zu bekämpfen. Beowulf teilt seinen Männern mit, dass er allein gegen das Untier fechten will und dass sie vor dessen Bau warten sollen. Beowulf steigt hinab in die Höhle, wird aber vom Untier übermannt. Seine Leute, die sehen, was geschieht, bangen um ihr Leben und flüchten in den Wald. Einer seiner Verwandten, Wiglaf, der von Beowulfs Todesqualen berührt ist, eilt ihm zu Hilfe. Die beiden erschlagen den Drachen, doch Beowulf ist tödlich verletzt. Beowulf wird in Gautland in einem Grabhügel auf einer Klippe begraben, die über das Meer ragt, wo die Seeleute ihn von Weitem sehen können. Der Schatz des Drachen wurde Beowulfs Wünschen entsprechend mit ihm begraben und nicht an seine Leute verteilt. Ein Fluch ist mit dem Hort verbunden, um sicherzustellen, dass Beowulfs Wunsch stets befolgt wird.

### Interpretation
Beowulf wird als Epos betrachtet, dessen Protagonist umherzieht, um seine Stärke im Kampf gegen übernatürliche Wesen und Untiere zu beweisen. Das Gedicht beginnt in medias res mit Beowulfs Ankunft in Dänemark, wo Grendels Übergriffe schon lange währen. Geschildert wird eine elaborierte Genealogie der Charaktere sowie die Art und Weise, wie die Figuren miteinander eng verflochten sind. Die Krieger folgen einem Heldenkodex, der die Grundlage für alle Worte und Taten darstellt.
Die im Gedicht beschriebene Gesellschaft legt Wert auf Ehre, Mut und Tapferkeit; Kämpfer sind hoch angesehen und erreichen bedeutende Positionen. Der König, der die Position des Beschützers seines Landes innehat, erwartet den Kriegsdienst seiner Mannen; diese werden von ihm für ihren Einsatz mit Waffen, Wertgegenständen und Ländereien belohnt.
Daneben sieht sich der Einzelne unter dem Einfluss eines übermächtigen Schicksals (vgl. Heil); Beowulf etwa geht in die Auseinandersetzungen mit der Einstellung, dass nicht er selbst, sondern das Schicksal letztlich den Ausgang entscheiden wird – eine in der nordischen Kriegertradition tief verwurzelte Weltanschauung.
Das Gedicht vermischt nordische mit christlichen Traditionen. Die Personen zeigen alle traditionelle, in der germanischen und nordischen Tradition geschätzte Charaktereigenschaften. Moralische Entscheidungen werden hier oft durch eine christliche Sichtweise ergänzt. Auch Grendel wird als Nachkomme des Brudermörders Kain in eine christliche Werteordnung gestellt. Es wird spekuliert, dass Beowulf die christianisierte Form eines traditionell nordischen Stoffes darstelle.
Während frühere Gelehrte wie J.R.R. Tolkien (er übertrug den Originaltext 1926 in modernes Englisch) das Epos in zwei Teile gliederten, wobei der erste Teil die Abenteuer des jungen Helden beschreibt und der zweite das Königtum und den Tod des Helden schildert, sind jüngere Literaturwissenschaftler der Ansicht, dass das Epos in drei separate Teile eingeteilt werden müsse. Jane Chance von der Rice University argumentiert, dass der Kampf mit Grendels Mutter ein eigenständiges Kapitel als Klimax des epischen Gedichtes darstellt. Sie betont, dass das Gedicht durch vier Begräbnisse gegliedert wird, wobei drei bekannt sind: Scylds Schiffsbegräbnis, das Feuerbegräbnis von Hildeburhs Bruder und Sohn sowie Beowulfs Begräbnis im Erdhügel. Zusätzlich wird das Begräbnis des letzten Überlebenden (Lay of the Last Survivor) als solches interpretiert.

## Rezeption

### Film
- 1995 basierte die Episode Helden und Dämonen der Fernsehserie Star Trek: Raumschiff Voyager auf dem ersten Teil von Beowulf.
- 1999 entstand der Film Beowulf mit Christopher Lambert in der Hauptrolle; dieser lehnte sich jedoch nur ungefähr an den ursprünglichen Text an: Die Handlung ist in eine postapokalyptische Zukunft verlegt und variiert in verschiedenen Einzelheiten.
- 1999 kam der Film Der 13te Krieger mit Antonio Banderas in der Titelrolle in die Kinos. Er greift auf zahlreiche Motive der Beowulf-Saga einschließlich des Namens Hrothgars zurück. Die Beowulf entsprechende Figur heißt hier jedoch Buliwyf (Aussprache: Bulwai).
- 2005 verarbeitete Sturla Gunnarsson den Stoff des ersten Teils der Beowulf-Saga mit Gerard Butler in der Hauptrolle und Sarah Polley in seinem Film Beowulf & Grendel.
- 2007 erschien der Fantasyfilm Grendel von Nick Lyon mit Chris Bruno, Ben Cross und Chuck Hittinger
- 2007 erschien der vollständig animierte Film Die Legende von Beowulf. Hierbei wurde die komplette Saga als Vorlage verwendet, jedoch teilweise stark verändert.
- 2008 führte Howard McCain für den Film Outlander nach seinem eigenen Drehbuch Regie. Die Handlung orientiert sich grob an der Sage. Ein humanoider Außerirdischer stürzt im Jahre 709 mit seinem Raumschiff auf norwegischem Boden ab und bringt ein Monster aus einer anderen Welt mit.

### Musik
- Die britische Art-Rock- bzw. Progressive-Rock-Gruppe Marillion widmete – inspiriert von John Gardners Roman – dem Ungeheuer Grendel 1982 ein fast zwanzigminütiges Rock-Epos, in dem der Terror Grendels gegen König Hrothgar und sein Volk aus der Perspektive des Ungeheuers beschrieben wird.[9]
- Der US-amerikanische Komponist Elliot Goldenthal hat eine Oper in sieben Szenen geschrieben, die auf John Gardners Roman Grendel basiert. Die Oper wurde 2006 in Los Angeles und New York aufgeführt.[10]
- Die um 2000 gegründete niederländische Elektroband „Grendel“ hat sich in Anlehnung an die Legende von Beowulf nach dessen erstem Widersacher benannt.
- 2013 widmeten Corvus Corax dem Beowulf-Epos drei Lieder auf ihrer CD Gimlie.
- Der britische Art-Rock- und Progressive-Rock-Keyboarder Clive Nolan veröffentlichte 2021 die Rockoper Songs of the Wildlands mit der Geschichte um Beowulf.
- Die britische Komponistin Umay Acar-Sümer hat das Musical „Beowulf the Musical“ geschrieben, das auf Beowulf und Gesta Danorum basiert. Das Musical wird 2024 in Edinburgh Fringe Festival aufgeführt.[11]

### Computerspiele
- 2007 erschien von Ubisoft ein Hack-and-Slay-Computerspiel zum Film Die Legende von Beowulf für PlayStation 3, PlayStation Portable, Xbox 360 und Windows-PCs namens Die Legende von Beowulf – Das Spiel.
- 2020 veröffentlichte Ubisoft zu Assassin’s Creed Valhalla die Season-Pass-Mission Die Legende von Beowulf, die die Geschichte nach England zur Zeit der Wikinger überführt.

### Gesellschaftlicher oder politischer Bezug aufBeowulf
- Unternehmen Beowulf war der Deckname für die deutsche Landung und Eroberung der estnischen Insel Saaremaa (deutsch Ösel) in der Ostsee im Zweiten Weltkrieg.
- In den letzten Jahren verweisen insbesondere in den USA Anhänger des Kreationismus häufig auf das Epos. In mehreren Publikationen wird behauptet, die Geschichte beweise, dass noch in historischer Zeit Menschen und Dinosaurier koexistiert hätten – die meisten der Ungeheuer, die Beowulf bekämpfe, seien in Wahrheit Riesenechsen. Somit belege das Epos, dass die Erde erst einige tausend Jahre alt sei. Diese Aussagen sind aus wissenschaftlicher Sicht unhaltbar.[12]

## Editionen
- Kevin Kiernan (Hrsg.): The Electronic Beowulf. Programmiert v. Ionut Emil Iacob, 4. Aufl., Kentucky 2015 (ebeowulf.uky.edu).
- George Jack (Hrsg.): Beowulf: A Student Edition. Oxford University Press, Oxford 1994, ISBN 0-19-871043-7.
- Michael Alexander (Hrsg.): Beowulf: A Glossed Text. Penguin Classics, London 2006 (Reprint), ISBN 978-0-14-043377-7.